# Разгром Сарароги
Разгро́м Сараро́ги — эпизод Вазиристанской войны, в ходе которого талибам удалось 15 января-16 января 2008 года уничтожить пакистанский форт Сарарога (англ. Sararogha Fort), расположенный на границе с Афганистаном. Численность талибов оценивается от 200 до 1000 человек. Нападавшими предводительствовал Байтулла Мехсуд.